# Lincoln (film, 2012)
Pour les articles homonymes, voir Lincoln.
Pour plus de détails, voir Fiche technique et Distribution.
Lincoln est un film historique américano-indien réalisé par Steven Spielberg, sorti en 2012. Il s'agit de l'adaptation du livre Team of Rivals: The Political Genius of Abraham Lincoln (2005) de Doris Kearns Goodwin. Le film raconte les derniers mois de la vie d'Abraham Lincoln, 16e président des États-Unis, assassiné en 1865, et surtout son combat pour faire passer le Treizième amendement de la Constitution des États-Unis, qui mit fin à l'esclavage dans tout le pays, avant la fin de la guerre de Sécession.
Le film reçoit des critiques globalement positives dans la presse, et est un succès au box-office. Il est par ailleurs nommé douze fois aux Oscars 2013, dont celui du meilleur film. Daniel Day-Lewis remporte l'Oscar du meilleur acteur, ainsi que de nombreuses autres récompenses internationales.

## Synopsis
En janvier 1865, Abraham Lincoln s'attend à ce que la guerre civile se termine bientôt avec la défaite des États confédérés. Il craint que les tribunaux n'abandonnent sa Proclamation d'émancipation de 1863 après la guerre et que la proposition de Treizième amendement soit rejetée après le retour des États esclavagistes. Il est impératif selon lui d'adopter l'amendement avant la paix pour éliminer toute possibilité de ré-asservissement des esclaves libérés.
Les républicains radicaux craignent que l'amendement ne soit rejeté par certains, le soutien des républicains des États frontaliers n'étant pas encore assuré. L'amendement a également besoin d'être approuvé par plusieurs démocrates membres du Congrès pour être adopté. Alors que des dizaines de démocrates sont des lame ducks, c'est-à-dire qu'ils ont perdu l'élection de l'automne 1864, mais que leur successeur n'a pas encore pris son poste, certains proches de Lincoln lui conseillent d'attendre un nouveau Congrès très majoritairement républicain. Mais Lincoln campe sur ses positions et souhaite toujours faire adopter l'amendement avant la fin de la guerre et la réintégration des États du sud.
Les espoirs de Lincoln reposent sur le soutien de Francis Preston Blair, fondateur du parti républicain et dont l'influence pourrait lui permettre de convaincre les conservateurs de l'Ouest et des États frontaliers. Avec une très probable victoire de l'Union dans la guerre civile et avec deux fils servant l'armée de l'Union, Blair veut mettre fin aux hostilités. En échange de son soutien, il demande donc à Lincoln d'engager le gouvernement confédéré dans des négociations de paix. Lincoln sait cependant que l’amendement bénéficie d’un soutien important des républicains radicaux, pour qui la paix négociée est inacceptable. Incapable de continuer sans le soutien de Blair, Lincoln accepte à contrecœur sa demande.
Pendant ce temps, Lincoln et le secrétaire d’État William Henry Seward cherchent à obtenir le vote des démocrates sur l'amendement. Lincoln suggère qu'ils se concentrent sur les lame ducks démocrates car ils se sentiront plus libres de voter comme ils le souhaitent et chercheront bientôt un emploi, or Lincoln aura de nombreux emplois fédéraux à pourvoir au début de son deuxième mandat. Bien que Lincoln et Seward ne souhaitent pas offrir de pots-de-vin aux démocrates, ils autorisent leurs agents à contacter les membres du congrès démocrate pour leur proposer des postes fédéraux en échange de leur soutien.
À un moment clé du débat à la Chambre des représentants, le défenseur de l'égalité raciale Thaddeus Stevens accepte de modérer sa position, expliquant que l'amendement n'instaure qu'une égalité juridique, et non pas une égalité réelle. Pendant ce temps, les émissaires confédérés sont prêts à rencontrer Lincoln pour discuter des conditions de la paix, mais il leur ordonne de rester à l'écart de Washington à l'approche du vote de l'amendement à la Chambre. La rumeur sur leur présence circule cependant, incitant à la fois les démocrates et les républicains conservateurs à être favorables à un report du vote. Mais, dans une déclaration soigneusement formulée, Lincoln nie qu'il y ait des émissaires à Washington. Le vote peut continuer, et l'amendement est adopté, avec une avance de seulement deux voix. Les visiteurs noirs de la galerie célèbrent l'adoption de l'amendement et Stevens rentre chez lui retrouver sa « femme au foyer » et amante, une femme noire.
Lorsque Lincoln rencontre les Confédérés, il leur déclare que l'esclavage ne pourra pas être rétabli, car le Nord est uni pour sa ratification de l'amendement et plusieurs des assemblées législatives reconstruites des États du Sud voteraient également en sa faveur. Le 3 avril, Lincoln se rend sur le champ de bataille de Petersburg, en Virginie, où il échange quelques mots avec le lieutenant général Ulysses S. Grant. Six jours plus tard, Grant accepte la capitulation du général Robert E. Lee au palais de justice d'Appomattox.
Le 14 avril, Lincoln rencontre des membres de son cabinet pour discuter des mesures à prendre pour affranchir les Noirs. Il lui est rappelé que la Première Dame, Mary Todd Lincoln, attend pour les emmener à leur soirée au Ford's Theatre. Cette nuit-là, alors que le fils de Lincoln, Tad, assiste à la représentation d'Aladdin et la lampe merveilleuse au Grover's Theatre, le directeur du théâtre arrête tout à coup la pièce pour annoncer que le président Lincoln a été victime d'un attentat. Il meurt le lendemain matin. Le secrétaire à la guerre, Edwin M. Stanton, déclare en souvenir de Lincoln : « Maintenant, il appartient à l'éternité ».

## Fiche technique
Sauf indication contraire, les informations mentionnées dans cette section peuvent être confirmées par les bases de données cinématographiques IMDb et Allociné,  présentes dans la section « Liens externes ».
- Titre original et français : Lincoln
- Réalisation : Steven Spielberg
- Scénario : Tony Kushner, d'après le livre Team of Rivals: The Political Genius of Abraham Lincoln de Doris Kearns Goodwin
- Musique : John Williams
- Direction artistique : Curt Beech, David Crank et Leslie McDonald
- Décors : Rick Carter
- Costumes : Joanna Johnston
- Photographie : Janusz Kamiński
- Son : Richard Hymns, Ron Judkins, Tom Lalley, Andy Nelson, Gary Rydstrom
- Montage : Michael Kahn
- Production : Kathleen Kennedy et Steven Spielberg
  - Production déléguée : Jonathan King, Daniel Lupi et Jeff Skoll
  - Coproduction : Kristie Macosko Krieger et Adam Somner
- Sociétés de production :
  - États-Unis : Amblin Entertainment, The Kennedy/Marshall Company et Touchstone Pictures, en association avec Dune Entertainment et Participant, présenté par DreamWorks Pictures et Twentieth Century Fox
  - Inde : présenté par Reliance Entertainment
- Sociétés de distribution : Walt Disney Studios Motion Pictures à travers la bannière de Touchstone Pictures (États-Unis et Québec) ; Reliance Entertainment (Inde) ; 20th Century Fox France (France)[1] ; Twentieth Century Fox(Belgique, Suisse romande)[2]
- Budget : 65 millions USD[3],[4]
- Pays de production :  États-Unis,  Inde[5]
- Langue originale : anglais
- Format : couleur (DeLuxe / Technicolor) — 35 mm — 2,39:1 (Panavision) — son Dolby Digital / Datasat / SDDS / Dolby Surround 7.1 / Dolby Atmos
- Genre : drame historique, biographique, guerre
- Durée : 150 minutes
- Dates de sortie[6] :
  - États-Unis : 8 novembre 2012 (AFI Fest) ; 9 novembre 2012 (sortie limitée) ; 16 novembre 2012 (sortie nationale)
  - Québec : 16 novembre 2012
  - Belgique : 23 janvier 2013[7]
  - France, Suisse romande : 30 janvier 2013[8],[9]
  - Inde : 8 février 2013
- Classification[10] :
  - États-Unis : accord parental recommandé, film déconseillé aux moins de 13 ans (PG-13 - Parents Strongly Cautioned)[N 1]
  - Inde : tous publics (U - Unrestricted Public Exhibition)
  - France : tous publics[11]
  - Belgique : tous publics (Alle Leeftijden)[7]
  - Suisse romande : interdit aux moins de 14 ans[12]
  - Québec : tous publics (G - General Rating)[13]

## Distribution
- Daniel Day-Lewis (VF : Michel Papineschi) : Abraham Lincoln
- Sally Field (VF : Marianne Basler) : Mary Todd Lincoln [14], surnommée Molly
- Tommy Lee Jones (VF : Féodor Atkine) : Thaddeus Stevens[14]
- Joseph Gordon-Levitt (VF : Donald Reignoux) : Robert Todd Lincoln[14]
- Tim Blake Nelson (VF : Laurent Natrella) : Richard Schell[14]
- James Spader (VF : Éric Herson-Macarel) : William N. Bilbo[14]
- Jackie Earle Haley (VF : Denis Lavant) : Alexander Stephens[15]
- Grainger Hines (VF : Thierry Buisson) : le secrétaire de la Marine Gideon Welles
- Jared Harris (VF : Patrick Béthune) : Ulysses S. Grant
- David Strathairn (VF : Frédéric Cerdal) : William Seward
- John Hawkes (VF : Joël Zaffarano) : Robert Latham
- Walton Goggins (VF : Mathias Kozlowski) : Clay Hawkins, rôle adapté du représentant Wells A. Hutchins
- Lee Pace (VF : Éric Ruf) : Fernando Wood
- Hal Holbrook (VF : Marc Cassot) : Francis Preston Blair, Sr.
- Bruce McGill (VF : Vincent Grass) : Edwin Stanton
- Gregory Itzin (VF : Michel Prud'homme) : le juge John A. Campbell
- Peter McRobbie (VF : Jean-Luc Kayser) : George H. Pendleton
- Gulliver McGrath (VF : Victor Quilichini) : Tad Lincoln
- Dakin Matthews (V. F. : Philippe Ariotti) : John Usher
- S. Epatha Merkerson (VF : Maïk Darah) : Lydia Smith
- Joseph Cross : John Hay
- David Costabile (VF : Tanguy Goasdoué) : James Mitchell Ashley
- Stephen Spinella (VF : Guy Chapellier) : Asa Vintner Litton
- David Oyelowo (VF : Jean-Baptiste Anoumon) : Ira Clark
- Jeremy Strong (VF : Jérémy Bardeau) : John Nicolay
- Gloria Reuben (VF : Annie Milon) : Elizabeth Keckley
- Bill Raymond (VF : Michel Paulin) : Schuyler Colfax
- Byron Jennings (VF : Nicolas Marié) : Montgomery Blair
- Boris McGiver (VF : Daniel Lafourcade) : Alexander Coffroth
- David Warshofsky (VF : Michel Dodane) : William Hutton
- Stephen Henderson (VF : Daniel Kamwa) : William Slade
- Colman Domingo (VF : Frantz Confiac) : Harold Green
- Bill Camp (VF : Gérard Darier) : M. Jolly
- Elizabeth Marvel (VF : Déborah Perret) : Mme Jolly
- Wayne Duvall (VF : Richard Leblond) : le sénateur Bluff Wade
- Adam Driver : Samuel Beckwith
- Raynor Scheine (VF : Michel Ruhl) : Joshiah Beanpole Burton
- Christopher Evan Welch (VF : Jean-Baptiste Marcenac) : Edward McPherson
- Lukas Haas (VF : Damien Boisseau) : le premier soldat blanc
- Dane DeHaan (VF : Benoît DuPac) : le second soldat blanc
- Christopher Boyer (VF : Patrice Dozier) : Robert Lee
- Michael Stuhlbarg : George Yeaman

Source et légende : Version française (V. F.) sur RS Doublage

## Production

### Genèse et développement

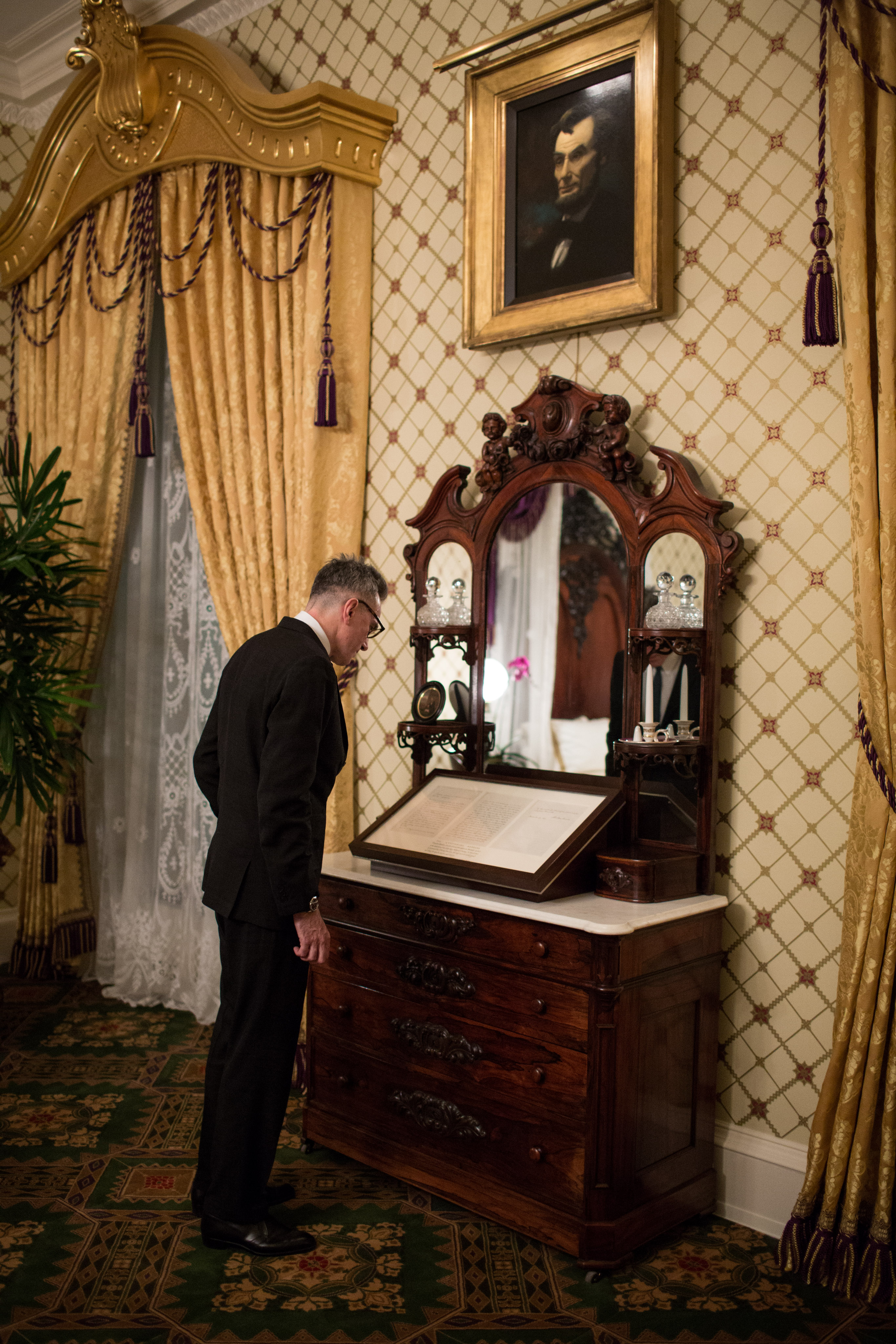
Daniel Day Lewis à la Maison-Blanche en novembre 2012 après la projection de Lincoln devant le Président Barack Obama et sa famille.

En 1999, Doris Kearns Goodwin parle de son projet Team of Rivals à Steven Spielberg, qui souhaite immédiatement en acheter les droits.
Une fois les droits achetés, le projet n'a cessé d'être repoussé depuis 2005, en raison des nombreux projets du réalisateur. Le tournage devait avoir lieu début 2011, Steven Spielberg s'étant concentré sur ses longs-métrages Les Aventures de Tintin : Le Secret de La Licorne et Cheval de guerre, sortis en 2011.

### Attribution des rôles
Longtemps annoncé comme interprète du rôle-titre, Liam Neeson ne fait finalement pas partie de la distribution. Il est alors remplacé par Daniel Day-Lewis.
Il fut un temps question que Harrison Ford joue le vice-président Andrew Johnson.

### Tournage
Le tournage a débuté en octobre 2011 dans l'État de Virginie.

### Bande originale
La bande originale de Lincoln est commercialisée le 6 novembre 2012 aux États-Unis. La musique est composée par John Williams et interprétée par l'Orchestre symphonique de Chicago et le Chicago Symphony Chorus,.
Toute la musique est composée par John Williams.
| Liste des titres | Liste des titres                         | Liste des titres | Liste des titres | Liste des titres | Liste des titres | Liste des titres | Liste des titres | Liste des titres | Liste des titres |
| No               | Titre                                    | Durée            |                  |                  |                  |                  |                  |                  |                  |
| ---------------- | ---------------------------------------- | ---------------- | ---------------- | ---------------- | ---------------- | ---------------- | ---------------- | ---------------- | ---------------- |
| 1.               | The People’s House                       | 3:43             |                  |                  |                  |                  |                  |                  |                  |
| 2.               | The Purpose of the Amendment             | 3:07             |                  |                  |                  |                  |                  |                  |                  |
| 3.               | Getting Out the Vote                     | 2:49             |                  |                  |                  |                  |                  |                  |                  |
| 4.               | The American Process                     | 3:57             |                  |                  |                  |                  |                  |                  |                  |
| 5.               | The Blue and Grey                        | 3:00             |                  |                  |                  |                  |                  |                  |                  |
| 6.               | With Malice Toward None                  | 1:51             |                  |                  |                  |                  |                  |                  |                  |
| 7.               | Call to Muster and Battle Cry of Freedom | 2:17             |                  |                  |                  |                  |                  |                  |                  |
| 8.               | The Southern Delegation and the Dream    | 4:43             |                  |                  |                  |                  |                  |                  |                  |
| 9.               | Father and Son                           | 1:42             |                  |                  |                  |                  |                  |                  |                  |
| 10.              | The Race to the House                    | 2:42             |                  |                  |                  |                  |                  |                  |                  |
| 11.              | Equality Under the Law                   | 3:12             |                  |                  |                  |                  |                  |                  |                  |
| 12.              | Freedom's Call                           | 6:08             |                  |                  |                  |                  |                  |                  |                  |
| 13.              | Elegy                                    | 2:35             |                  |                  |                  |                  |                  |                  |                  |
| 14.              | Remembering Willie                       | 1:51             |                  |                  |                  |                  |                  |                  |                  |
| 15.              | Appomattox, April 9, 1865                | 2:38             |                  |                  |                  |                  |                  |                  |                  |
| 16.              | The Peterson House and Finale            | 11:00            |                  |                  |                  |                  |                  |                  |                  |
| 17.              | With Malice Toward None (Piano Solo)     | 1:31             |                  |                  |                  |                  |                  |                  |                  |
| 58:46            |                                          |                  |                  |                  |                  |                  |                  |                  |                  |

## Accueil

### Accueil critique
Le film reçoit des critiques globalement positives. Sur l’agrégateur de critiques Rotten Tomatoes, il obtient 90% d'avis favorables pour 288 critiques et une note moyenne de 8⁄10. Le consensus suivant résume les critiques compilées par le site : « Daniel Day-Lewis livre typiquement ce portrait plein d'esprit et digne qui plonge le public dans son monde et divertit tout en informant ». Sur Metacritic, qui utilise une moyenne pondérée, le film obtient une note de 87⁄100 pour 45 critiques.
Sur le site AlloCiné, qui recense 32 critiques de presse, le film obtient la note moyenne de 3,9⁄5
.
Lincoln est classé 6e dans la liste des dix meilleurs films de l'année 2013 des Cahiers du cinéma.

### Box-office
| Pays ou région    | Box-office        | Date d'arrêt du box-office | Nombre de semaines |
| ----------------- | ----------------- | -------------------------- | ------------------ |
| États-Unis Canada | 182 207 973 $,    | 25 avril 2013              | 24                 |
| France            | 1 320 425 entrées | 28 mai 2013                | 17                 |
| Total mondial     | 275 293 450 $     | 28 mai 2013                | -                  |

## Distinctions

### Récompenses
- 85e cérémonie des Oscars :
  - Oscar du meilleur acteur pour Daniel Day-Lewis
  - Oscar des meilleurs décors pour Rick Carter et Jim Erickson
- 70e cérémonie des Golden Globes :
  - Meilleur acteur dans un film dramatique pour Daniel Day-Lewis
- 66e cérémonie des British Academy Film Awards :
  - Meilleur acteur pour Daniel Day-Lewis
- 78e cérémonie des New York Film Critics Circle Awards :
  - Meilleur acteur pour Daniel Day-Lewis
  - Meilleure actrice dans un second rôle pour Sally Field
  - Meilleur scénario
- 12e cérémonie des New York Film Critics Online Awards :
  - Meilleur acteur pour Daniel Day-Lewis
  - Meilleur acteur dans un second rôle pour Tommy Lee Jones
- Washington D.C. Area Film Critics Association Awards : meilleur acteur pour Daniel Day-Lewis
- 2012 : San Diego Film Critics Society Awards : meilleur acteur pour Daniel Day-Lewis
- 2012 : Detroit Film Critics Society Awards : meilleure distribution et meilleur acteur pour Daniel Day-Lewis
- 2012 : Boston Society of Film Critics Awards : meilleur acteur pour Daniel Day-Lewis, meilleure actrice dans un second rôle pour Sally Field et meilleur scénario
- 2012 : Las Vegas Film Critics Society Awards : meilleur acteur pour Daniel Day-Lewis et meilleur acteur dans un second rôle pour Tommy Lee Jones
- 2012 : St. Louis Film Critics Association Awards : meilleur acteur pour Daniel Day-Lewis et meilleur scénario adapté
- 2012 : Satellite Awards : Meilleure direction artistique
- 2012 : Phoenix Film Critics Society Awards : meilleur acteur pour Daniel Day-Lewis
- 2012 : Indiana Film Journalists Association Awards : meilleur acteur pour Daniel Day-Lewis et meilleur acteur dans un second rôle pour Tommy Lee Jones
- 2012 : Dallas-Fort Worth Film Critics Association Awards : meilleur film, meilleur acteur pour Daniel Day-Lewis, meilleur acteur dans un second rôle pour Tommy Lee Jones et meilleure actrice dans un second rôle pour Sally Field
- 2012 : Chicago Film Critics Association Awards : meilleur acteur pour Daniel Day-Lewis et meilleur scénario adapté
- 2012 : Southeastern Film Critics Association Awards : meilleur acteur pour Daniel Day-Lewis et meilleure distribution
- 2012 : Kansas City Film Critics Circle Awards : meilleur acteur pour Daniel Day-Lewis
- 2012 : Nevada Film Critics Society Awards : meilleur acteur dans un second rôle pour Tommy Lee Jones, meilleure actrice dans un second rôle pour Sally Field et meilleure distribution
- 2012 : African-American Film Critics Association Awards : meilleure actrice dans un second rôle pour Sally Field
- 2012 : International Online Film Critics' Poll : meilleure photographie
- 2012 : Black Film Critics Circle : meilleur acteur pour Daniel Day-Lewis
- 2012 : Women Film Critics Circle Awards : meilleur acteur pour Daniel Day-Lewis
- 2013 : Houston Film Critics Society Awards : meilleur acteur pour Daniel Day-Lewis, meilleur acteur dans un second rôle pour Tommy Lee Jones et meilleur scénario
- 2013 : National Society of Film Critics Awards : meilleur acteur pour Daniel Day-Lewis et meilleur scénario
- 2013 : Online Film Critics Society Awards : meilleur acteur pour Daniel Day-Lewis
- 2013 : Denver Film Critics Society Awards : meilleur acteur pour Daniel Day-Lewis
- 2013 : EDA Awards : meilleur acteur pour Daniel Day-Lewis
- 2013 : Iowa Film Critics Association Awards : meilleur film, meilleur réalisateur, meilleur acteur pour Daniel Day-Lewis, meilleur acteur dans un second rôle pour Tommy Lee Jones
- 2013 : Australian Academy of Cinema and Television Arts Awards : meilleur acteur pour Daniel Day-Lewis
- 2013 : Critics' Choice Movie Awards : Meilleur acteur pour Daniel Day-Lewis, Meilleur scénario adapté, Meilleure musique de film
- 2013 : Screen Actors Guild Awards : Meilleur acteur dans un premier rôle pour Daniel Day-Lewis et meilleur acteur dans un second rôle pour Tommy Lee Jones
- 2013 : Irish Film and Television Awards : Meilleur acteur international pour Daniel Day-Lewis
- 2013 : International Film Music Critics Association Awards : Meilleure musique d'un film dramatique

### Nominations
- David di Donatello 2013 : meilleur film étranger
- Golden Globes 2013 :
  - Meilleur film dramatique
  - Meilleur réalisateur
  - Meilleur acteur dans un second rôle
  - Meilleure actrice dans un second rôle
  - Meilleur scénario
  - Meilleure musique de film
- Oscars 2013 : 
  - Oscar du meilleur film
  - Oscar du meilleur réalisateur
  - Oscar du meilleur acteur dans un second rôle
  - Oscar de la meilleure actrice dans un second rôle
  - Oscar du meilleur scénario adapté
  - Oscar des meilleurs costumes
  - Oscar de la meilleure photographie
  - Oscar du meilleur montage
  - Oscar du meilleur mixage de son
  - Oscar de la meilleure musique de film

## Éditions en vidéo
En France, le film Lincoln est sorti en DVD et Blu-ray le 5 juin 2013,. Par la suite, le film est sorti le 6 mai 2015 en VOD, puis ressorti en Blu-ray dans une édition steelBook limitée le 16 novembre 2016.

## Vraisemblance historique

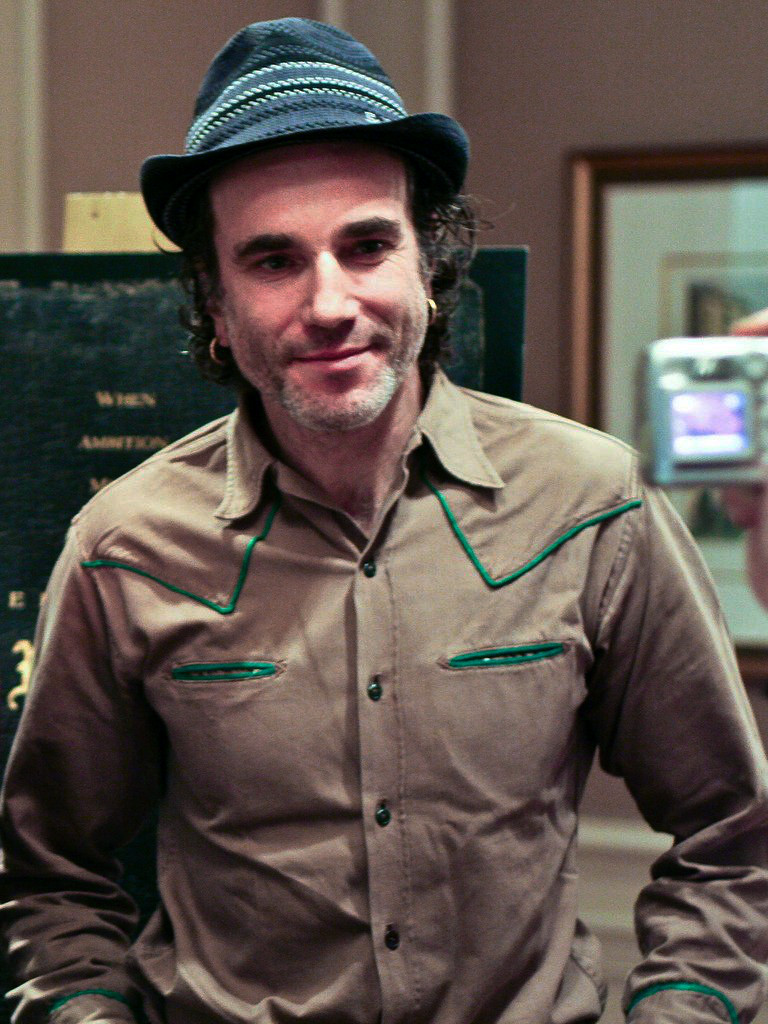
Daniel Day-Lewis

L'historien André Kaspi regrette qu'en simplifiant, Steven Spielberg « déforme le sens de la guerre de Sécession pour en faire uniquement une bataille en faveur de l'égalité des races. » Il rappelle que cette manière de voir est un anachronisme et qu'il existait d'autres raisons économiques et diplomatiques au conflit.
Ces à-peu-près historiques du film ne sont, selon André Larané, guère importants hormis le préambule, un petit texte, « qui réduit la guerre civile à un affrontement entre méchants esclavagistes (les Sudistes sécessionnistes) et gentils abolitionnistes (les Nordistes) ». Le reste du film serait plus nuancé et Spielberg ne cache rien des ambiguïtés de Lincoln qui bien que convaincu de l'ineptie de l'esclavage est « prêt à tous les compromis sur son abolition pourvu que soit préservée l'unité de la nation ». André Larané souligne la « performance éblouissante » de Daniel Day-Lewis dans le rôle de Lincoln.